# Tricyphona claggi
Tricyphona claggi är en tvåvingeart som beskrevs av Alexander 1931. Tricyphona claggi ingår i släktet Tricyphona och familjen hårögonharkrankar. Inga underarter finns listade i Catalogue of Life.